# Велокоманда

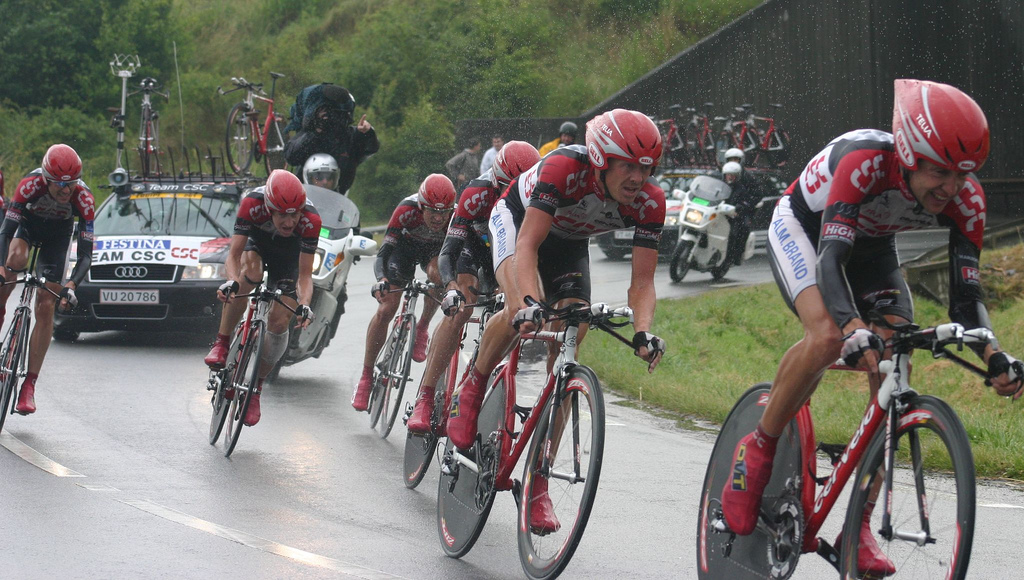
«Team CSC» в командной разделке Тур де Франс 2004. За гонщиками следуют машины с директорами и веломеханиками

Велокоманда — группа велосипедистов, объединившихся с целью совместных тренировок или участия в любительских или профессиональных велогонках, а также их обслуживающий персонал. Команды лучше всего развиты в шоссейных велогонках, также они имеют большое значение на велотреке и в велокроссе.

## Состав

### Гонщики
Велогонщики составляют ядро команды. В зависимости от времени и своего возраста при заключении контракта они могут иметь статус неопрофи или стажёра.

### Обслуживающий персонал
- Менеджеры — общее управление, работа со спонсорами и бюджетом.
- Спортивные директора — соревновательное управление, разработка командной стратегии. В шоссейных велогонках едут вместе с пелотоном в командном автомобиле («техничке»), и с помощью радиосвязи контролирует работу гонщиков команды. Одна из ключевых персон шоссейной команды.
- Врачи — контроль за здоровьем гонщиков, максимализацией их сил и выносливости.
- Соньёры — кроме разминки мышц гонщиков, сопровождают их и занимаются оперативным обслуживанием, вроде контроля за питанием, одеждой.
- Веломеханики — обслуживание велосипедов.

## Профессиональные велокоманды
В шоссейном велоспорте до 1998 года в Международном союзе велосипедистов (UCI) была только одна категория команд. В 1999 году происходит разделение на Groupe Sportif I, Groupe Sportif II, Groupe Sportif III.
В 2005 году происходит реорганизация команд, а также начинается их регистрация в других дисциплинах велоспорта. За исключением шоссейных они могут быть смешанными, то есть включать в состав одновременно мужчин и женщин. На данный момент существуют следующие виды и категории:
- шоссе с сезона 2005 года

 — ProTeam, с сезона 2015 года WorldTeam
 — Professional Continental Team
 — Continental Team
 — Women’s Team
- трек с сезона 2005—2006 года

 — Track Team
- маунтинбайк с сезона 2005 года

 — Mountain-bike Team
- велокросс с сезона 2017—2018 года

 — Cyclo-cross Team
- БМХ-гонки с сезона 2017 года

 — BMX Team

### Шоссейные велокоманды
Велогонщики шоссейных команд имеют определённую специализацию: «горняки» за победу на горных велогонках или этапах многодневок, «спринтеры» — на равнинных этапах; «раздельщики» — на этапах с раздельным стартом. Гонщики, обладающие сильным стабильным индивидуальным ходом и уверенно чувствующие себя в горах, претендуют на победу в многодневных гонках вплоть до Гранд Тура; они зовутся «капитанами команд». На трассе они пользуются поддержкой товарищей по команде, такой как езда «на колесе» у партнёра или обеспечение питьём и питанием, которые остальные гонщики получают, опускаясь в хвост пелотона к своей техничке. Эти помощники зовутся «грегари», они также помогают спринтерам: лучшие команды могут построить «поезд» в голове пелотона, который сможет «поймать» отрыв лидеров гонки, и раскатить на финиш штатного спринтера «на колесе».
Шоссейная команда обычно получает название генерального спонсора. Раньше она могло состоять из нескольких спонсорских названий, сейчас он включает максимум два (например, «Quick Step» — одно или «Liquigas-Doimo» — два спонсора в названии) Со сменой спонсора может меняться и название команды (например, «Movistar Team»). Иногда, чтобы не путать команду со спонсором в её название добавляют «Team» или «Procycling». Форма велогонщиков покрыта названиями (логотипами) спонсоров, реклама главного спонсора крупнее размером. Зачастую велокоманды заключают контракты с производителями велосипедов, автомобилей, одежды, обуви и другой продукции, по которым эта продукция предоставляется командам бесплатно, а сами производителями становятся спонсорами второго уровня. Поскольку существование команды зависит не только от спонсоров, её обычно управляет общество, которое отвечает за поиск спонсоров. Например, Abarca Sports — это компания, которая управляет командой Movistar, включая сезоны когда она выступала под другими названиями, и гонщики заключают контракты с этой компанией, а не со спонсорами. В составе команды может быть максимум 30 гонщиков, так как в течение сезона некоторые гонки календарно накладываются друг на друга. В зависимости от гонки, команда выставляет на неё до девяти своих гонщиков. Велогонщики представляют команды на всех соревнованиях кроме чемпионатов мира (исключение командная гонка с раздельным стартом) и Олимпийских игр.

## Другие виды команд
Помимо профессиональных существуют ещё региональные, клубные и любительские команды. Они могут самостоятельными или командой развития профессиональных.
Для участия на Олимпийских играх, Чемпионатах мира и некоторых гонках шоссейного календаря организуются национальные сборные.
На Тур де Франс с 1930 по 1950 год участвовали только национальные сборные.

## Разное
Существуют различные компьютерные игры, в которых игроку приходится возглавлять свою собственную велосипедную команду, такие как CyclingChampion и Pro Cycling Manager.